# Анна Мария фон Мекленбург-Шверин
Анна Мария фон Мекленбург-Шверин (на немски: Anne Marie von Mecklenburg-Schwerin; * 1 юли 1627, Шверин; † 11 декември 1669, Хале) е титулар-херцогиня на Мекленбург, принцеса от линията Ободрити на Мекленбург-Шверин и чрез женитба херцогиня на Саксония-Вайсенфелс (1657 – 1669).

## Живот
Тя е втората дъщеря на херцог Адолф Фридрих I фон Мекленбург (1588 – 1658) и първата му съпруга Анна Мария (1601 – 1634) от Източна Фризия, дъщеря на Ено III (1563 – 1625), граф от Източна Фризия, и на Анна фон Холщайн-Готорп (1575 – 1625). На 15 септември 1635 г. баща ѝ се жени втори път за Мария Катерина фон Брауншвайг-Люнебург-Даненберг (1616 – 1665), дъщеря на княз Юлиус Ернст фон Брауншвайг-Даненберг и графиня Мария от Източна Фризия.
Още като дете, заради опасноста от война, тя и братята ѝ Кристиан Лудвиг и Карл са заведени в Швеция, от където тя отива малко по-късно в Дания при кралицата-вдовица София (1557 – 1631), родена принцеса от Мекленбург. От 1629 г. тя е възпитавана от Хедвиг Датска (1581 – 1641), вдовицата на курфюрст Кристиан II от Саксония, в нейната вдовишка резиденция дворец Лихтенбург при Претин. През 1642 г. тя се връща в Шверин и се запознава с баща си. Майка ѝ е умряла през 1634 г.
Анна Мария се омъжва на 23 ноември 1647 г. в Шверин за херцог Август фон Саксония-Вайсенфелс (1614 – 1680) от рода на Албертинските Ветини, син на курфюрст Йохан Георг I от Саксония и Магдалена Сибила от Прусия. Той е херцог на Саксония-Вайсенфелс, княз на Саксония-Кверфурт, също последният администратор на архиепископство Магдебург. Двамата резидират в Хале на Заале.
Анна Мария умира на 41 години на 11 декември 1668 г. Тя е погребана в Ной-Аугустусбург във Вайсенфелс.

## Деца
Анна Мария и херцог Август фон Саксония-Вайсенфелс имат децата:
- Магдалена Сибила (1648 – 1681), ∞ Фридрих I, херцог на Саксония-Гота-Алтенбург
- Йохан Адолф I (1649 – 1697), херцог на Саксония-Вайсенфелс-Кверфурт
- Август (1650 – 1674), принц на Саксония-Вайсенфелс и домпропст на Магдебург
- Кристиан (1652 – 1689), принц на Саксония-Вайсенфелс и генерал-фелдмаршал
- Анна Мария (* 28 февруари 1653, † 17 февруари 1671)
- София (1654 – 1724), ∞ Карл Вилхелм, княз на Анхалт-Цербст
- Катарина (* 12 септември 1655, † 21 април 1663)
- Кристина (* 25 август 1656, † 27 април 1698), ∞ Август Фридрих, принц фон Холщайн-Готорф и княжески епископ на Любек
- Хайнрих (1657 – 1728), херцог на Саксония-Вайсенфелс-Барби
- Албрехт (1659 – 1692), принц на Саксония-Вайсенфелс
- Елизабет (* 25 август 1660, † 11 май 1663)
- Доротея (* 17 декември 1662, † 12 май 1663)